# Pólyi
Pólyi (szlovákul: Poľov) Kassa város része Szlovákiában, közigazgatásilag a Kassai kerület Kassai II. járásához tartozik. Kassa óvárosától délnyugatra fekszik. Területe 12,18 km². Polgármestere Mária Birošová.

## Története
1248-ban „villa Paul” néven említik először. 1280-ban az Aba nembeli Dávid comes birtoka. Később az Aba nembeli Csurka Dávidé és Istváné, majd fiaié. 1427-ben 24 portát számláltak a faluban. 1553-ban 8 porta volt itt 56 lakossal.
A 18. század végén Vályi András így ír róla: „POLYI. Poly, Polyov. Magyar falu Abaúj Vármegyében, földes Urai Báró Fisser, és több Uraságok, lakosai katolikusok, fekszik a’ Kassai járásban, határja jól termő, földgyének, és réttyeinek némelly része sovány, épűletre való fája sints elég, de mivel Kassa városához nem meszsze van, ’s vagyonnyaikat könnyen eladhattyák, első osztálybéli.”
Fényes Elek 1851-ben kiadott geográfiai szótárában így ír a faluról: „Pólyi (Polyow), tót falu, Abauj vmegyében, ut. p. Kassához 1 1/2 órányira: 656 kath., 4 evang., 7 ref., 29 zsidó lak. Kath. paroch. templom. Sok szántóföld, s nevezetes kendertermesztés. F. u. Fischer, Ócskay, Kazinczy s többek.”
Borovszky Samu monográfiasorozatának Abaúj-Torna vármegyét tárgyaló része szerint: „A kassai uton északra, nem messze az országuttól, a hegyoldalban fekszik Pólyi, 72 házzal és 525 tót ajku lakossal. Postája és távirója Kassa. Kath. egyháza nagyon régi. Templomát 1858-ban ujra épitették.”
1920 előtt Abaúj-Torna vármegye Kassai járásához tartozott, majd az új Csehszlovák államhoz csatolták. 1938 és 1945 között ismét Magyarország része.
1968-ban csatolták Kassához.

## Népessége
1910-ben 550-en, többségében magyarok lakták, jelentős szlovák  kisebbséggel.
Lakosainak száma 2003-ban 1072 volt.
2011-ben 1107 lakosából 1048 szlovák.

## Lásd még
- Kassa
- Abaszéplak
- Bárca
- Hernádtihany
- Kassaújfalu
- Kavocsán
- Miszlóka
- Saca
- Szentlőrincke
- Szilvásapáti
- Zsebes